# Спартак (фильм, 2004)
«Спартак» (англ. Spartacus) — исторический художественный фильм, снятый по телеспектаклю Роберта Шенкана (англ. Robert Schenkkan), и вышедший в 2004 году. Фильм базируется на одноимённом романе Говарда Фаста.
Сюжет, декорации, костюмы фильма почти идентичны более ранней экранизации Стэнли Кубрика, вышедшей ещё в 1960 г. Однако, эта адаптация исправляет практически все исторические несоответствия фильма 1960 г., и фильм в целом ещё ближе по сюжету к оригинальному роману Говарда Фаста.
Алан Бейтс, сыгравший в фильме Антония Агриппу, был болен раком поджелудочной железы. Он до последних дней не сдавался и продолжал работать, веря в своё выздоровление. Но в 2003 году актёр скончался, не дожив до премьеры.

## Сюжет
История событий того времени рассказывается от лица кельтской рабыни, выжившей после подавления восстания — Варинии, жены Спартака. Начинается всё с того, что Спартака, бывшего рабом в Римской провинции в Египте, хотят распять на кресте за стычку с охраной. Но Спартака выкупает Лентул Батиат, владелец гладиаторской школы в Капуе недалеко от Рима. Спартак обучается искусству боя, совершает несколько побед на арене и заслуживает авторитет у товарищей-гладиаторов. Перед поединками гладиаторам выдают по девушке на ночь. Так Спартак знакомится с Варинией. Они сближаются и обмениваются супружескими клятвами, став таким образом мужем и женой.
В один из дней к Батиату приезжает гость — богатейший представитель знати в Риме Марк Лициний Красс. Он заказывает частные гладиаторские бои насмерть. В первой паре побеждает гладиатор по имени Давид, еврей, никогда не разговаривающий. Во второй паре сражаются эфиоп Драбба (ретиарий) и фракиец Спартак (мечник). В ходе схватки могучий великан Драбба одерживает победу, застав с трезубцем лежачего на песке Спартака. Знать требует добить поверженного, но Драбба отказывается это сделать. Подошедший к Драббе стражник ударами палки пытается заставить его убить Спартака, но тот бросается на него, заколов трезубцем, и лезет на балкон. Цина и ещё два стражника поражают мятежного раба тремя копьями.
Спартака сильно впечатлил поступок Драббы. Он долго раздумывает над произошедшим, называет Драббу своим другом и учителем. Во время учебной тренировки Спартак вспыхивает гневом на Цину, избивающего гладиатора. Завязывается драка и начинается восстание рабов. Образовавшийся отряд разбивает близлежащий гарнизон римской армии. Спартака выбирают предводителем. Армия восставших рабов начинает перемещаться по Италии, к ним присоединяются новые беглые и освобождённые рабы, в том числе женщины и дети. Обеспокоенный за судьбу Рима, Римский сенат направляет против Спартака отряд во главе с Титом Глабром, а затем новый во главе с Публием Максимом, но Спартак разбивает их, проявив смекалку. После этого в сенате республиканец Антоний Агриппа, всегда противостоявший Марку Крассу, не смог воспрепятствовать его предложению выдвинуть шесть легионов за свой счёт, став во главе армии. Расчётливый и хладнокровный политик и военачальник, Марк Красс, давно мечтавший возвыситься во власти и стать императором, преследует армию рабов. Не без помощи Красса проваливается попытка Спартака перевезти восставших на Сицилию. Тем временем из походов возвращаются римские легионы с Помпеем и Лукуллом во главе. Зажатый со всех сторон, Спартак ведёт восставших в последний бой. Армия Спартака терпит сокрушительное поражение, Спартак гибнет, пытаясь добраться до Красса сквозь ряды римских легионеров. Красс забирает Варинию и её новорожденного сына к себе. Тем временем подоспел Помпей, и, опередив Красса, отобрал у него славу победителя в римском сенате. Тем не менее, Крассу также отдали честь. Оба полководца назначены консулами. Антоний Агриппа, разочарованный судьбой Рима, отпускает своих рабов на волю и помогает Варинии сбежать из дома Красса, а затем и из Рима. Попрощавшись с Варинией, он покончил жизнь самоубийством в атриуме своего дома.
Вариния заканчивает свой рассказ сыну, названному Спартаком в честь отца.

## В ролях
- Горан Вишнич — Спартак
- Алан Бейтс — Антоний Агриппа
- Ангус Макфадьен — Марк Лициний Красс
- Рона Митра — Вариния
- Иэн Макнис — Лентул Батиат
- Пол Кинман — Крикс
- Пол Телфер — Ганник
- Джеймс Фрейн — Давид
- Генри Симмонс — Драбба
- Росс Кемп — Чина
- Бен Кросс — Гай Клавдий Глабр
- Ниал Рефой — Публий Максим
- Джордж Калил — Помпей Магн
- Ричард Дилан — Юлий Цезарь
- Джек Хьюстон — Флавий
- Саймон Дэй — Орсино
- Валентин Ганев — Марк Сервиус

## Критика
Фильм «Спартак» 2004 года слабо отражён в критике. Одна из немногих, кто похвалил фильм, MaryAnn Johanson на своём сайте www.flickfilosopher.com написала, что это «захватывающий и интригующий в одних местах, нежно романтичный в других — это 90 минут замечательного фильма». Критик назвала Горана Вишнича «высшей точкой фильма, привносящей искренность и правдивость в роль».
Robert Bianco, критик из USA Today, наоборот называет Горана Вишнича плохим, а вместе с ним и Ангуса Макфадьена. Критик называет фильм тусклым, недофинансированным и неэпическим. Из недостатков выделены плохой кастинг, плохо наученные статисты, банальные декорации и одежда, малый масштаб показанных сражений.
Judge Mitchell Hattaway, критик из DVD Verdict, считает, что режиссёр Роберт Дорнхельм вообще не способен справиться с эпопеей. Критик называет сценарий сбивчивым и бесцельным, а сам фильм «бракованным». Момент начала восстания кажется критику неправдоподобным. Автором рецензии ставится под сомнение участие настоящей Варинии в военных советах и её роль как философа, учителя и военного стратега. Также из недостатков отмечаются малый охват сражений, плохая игра статистов в сражениях. В отличие от предыдущего критика, Judge Mitchell Hattaway считает, что актёры играют достойно, особо выделяя игру Ангуса Макфадьена в роли Красса и Алана Бейтса в роли Агриппы: «Их часть сюжета в тысячу раз более интересна, чем история восстания Спартака».

## Награды и номинации
В 2005 фильм получил премию «VES Award» от Visual Effects Society в категории «Лучшие декорации в художественном фильме для телевидения». Также фильм получил 5 других номинаций на премии от таких компаний как Visual Effects Society, Motion Picture Sound Editors, Emmy Awards, Casting Society of America, American Society of Cinematographers.